# Dōkyō
Dōkyō (道鏡; 700 – 13 maggio 772) è stato un monaco buddista giapponese che salì al potere grazie al favore dell'Imperatrice Kōken (Imperatrice Shotoku) e divenne un Daijō-daijin Zenji, un rango creato appositamente per lui, e più tardi divenne Hōō, il rango più alto nel mondo religioso.
Servì sotto l'abate Ryōben al tempio Todai-ji. Venne favorito dall'Imperatrice abdicataria Kōken per averla curata e guarita da una malattia. Dopo la ribellione di Fujiwara no Nakamaro, Kōken salì nuovamente al trono come Imperatrice Shōtoku, e Dōkyō divenne dapprima Daijō-daijin e successivamente Hōō, ottenendo un grande potere. Tentò anche di sfruttare l'oracolo del Santuario di Usa Hachiman per diventare Imperatore, ma venne fermato da Wake no Kiyomaro. Perse la sua posizione dopo la morte dell'Imperatrice Shōtoku, e venne mandato al tempio Shimotsuke Yakushi-ji.

## Primi anni di vita
Dōkyō nacque nella provincia di Kawachi. La sua famiglia, gli Yuge no Muraji, faceva parte della nobiltà provinciale. Venne istruito sia da un insegnante confuciano che dall'abate Gien dello Eihei-ji. Sotto Gien imparò il sanscrito. Successivamente, Dōkyō visse come asceta per diversi anni nel Kongō Range a Honshū, dove praticò la meditazione e i Sutra; entrambe queste pratiche riguardavano l'acquisizione di poteri magici. Nel 748 servì al Tōdai-ji sotto Ryōben, e nel 749 partecipò a una cerimonia di copiatura del Sutra a Nara, e fu chiamato alla corte di Kōken tre anni dopo.

## Ascesa al potere
Quando Dōkyō guarì Kōken nel 761, dopo che lei aveva abdicato nel 758, ottenne un posto sicuro e influente nella sua corte; inizialmente lo considerava il suo guaritore e consigliere spirituale, prima di rivolgersi a lui anche per consigli politici. Secondo alcuni resoconti, divenne anche il suo amante. Quando l'Imperatore Junnin tentò di protestare su questo problema, lei lo respinse e concesse a Dōkyō maggiori poteri e autorità. Lo nominò shōsōzu (vicerettore) nel 763. Fujiwara no Nakamaro, uno dei favoriti del Junnin e del Cancelliere, si adirò per questa decisione, ma fallì nel suo tentativo di opporsi a Dōkyō, e fu esiliato. Quando Kōken salì nuovamente al trono come Imperatrice Shōtoku in seguito alla fallita ribellione di Fujiwara no Nakamaro, Dōkyō fu nominato daijō-daijin lo stesso anno, e ciò gli conferì autorità sugli affari civili e religiosi.

Nel 766 gli fu concesso un nuovo titolo, detto Hōō; nel 767 questo titolo fu modificato per includere anche l'autorità militare. L'anno successivo, nel 768, Dōkyō convinse un oracolo del Santuario di Usa nella provincia di Buzen a predire che se Dōkyō fosse diventato Imperatore, la pace avrebbe regnato sul Giappone. Ciò fece infuriare la classe dirigente, compreso il potente clan Fujiwara. Quindi, un secondo oracolo venne portato a Kyoto da Wake no Kiyomaro. Egli dichiarò:
Fin dalla fondazione del nostro Stato, la distinzione tra signore e suddito è stata fissa. Non c'è mai stata un'occasione in cui un suddito sia stato nominato signore. Il trono della Successione del Sole Celeste sarà assegnato a un membro della stirpe imperiale; le persone malvagie dovrebbero essere immediatamente spazzate via.
In risposta al secondo oracolo, Dōkyō fece mandare in esilio Wake no Kiyomaro nella provincia di Ōsumi.

## Politiche durante l'ascesa
Durante questo periodo, all'apice del suo potere politico e della sua influenza, Dōkyō costruì un tempio a Yao, Osaka. Il tempio venne sostenuto dall'Imperatrice Shōtoku. Le sue fondamenta sono state scoperte dagli archeologi nel 2017. Inoltre, i templi esistenti ricevettero donazioni stravaganti e i progetti di costruzione in corso vennero accelerati e ampliati. Anche il Santuario di Usa ricevette concessioni di terreno.
Dōkyō diffuse attivamente il Buddismo e i suoi principi. Furono emanate leggi che vietavano l'allevamento di cani e falchi per la caccia, e carne e pesce non potevano essere presentati alla tavola dell'imperatore.
Inoltre, durante questo periodo il potere dei grandi clan, come i Fujiwara, venne ridotto e limitato.

## Caduta e morte
Quando l'imperatrice morì nel 770, Dōkyō fu privato dei suoi titoli e bandito da Nara, e venne mandato nella provincia di Shimotsuke; il clan Fujiwara riaffermò la propria autorità sia sulle istituzioni monastiche che sul panorama politico.
Dōkyō morì a Shimotsuke il 13 maggio 772.